# Aalborg Kongres & Kultur Center
Aalborg Kongres & Kultur Center (AKKC), tidligere Aalborghallen, er et center, der bl.a. benyttes til messer & udstillinger, møder & kongresser og musik & teater, beliggende i Aalborg blev officielt taget i brug 16.10.1952, og officielt indviet den 15.1.1953 (Grundstenen lagt 3.12.1949). AKKC har stort fokus på bæredygtighed og er certificeret efter den internationale standard ISO 20121 for bæredygtige events. I tilknytning til centret ligger Restaurant AKKC by MEST, Restaurant Podium og Scandic Aalborg City Hotel. AKKC har årligt flere end en halv million gæster.
AKKC har comedy, shows, børneteater, pop- og rockkoncerter og gæstespil inden for opera og ballet. Ved store internationale koncerter holder AKKC også koncerter i Skovdalen og i Gigantium i Aalborg.
Hvert år afholdes konferencerne Work Life og NET ZERO pathways, og hvert andet år finder den internationale firskerimesse, DanFish International sted.
Aalborg Kongres & Kultur Center stod bag Aalborg Vinterrevy, der spillede fra slutningen af november til midten af december hvert år frem til 2018. Revyen havde i 2014 25. års jubilæum og kunne derfor fejre sølvbryllup.

## Historie
Den første Aalborghal blev opført i 1933 i forbindelse med Nordjysk Udstilling, hvor kunst-museet nu er neden for Aalborgtårnet, som blev opført ved samme lejlighed.
Under 2. verdenskrig blev hallen brugt som indkvartering af tyske soldater, men nedbrændte den 30. januar 1941. I 1945 blev det vedtaget at opføre den nuværende Aalborghal, som blev indviet 1953. Den blev tegnet af Otto Frankild, Preben Hansen og Arne Kjær.
I en årrække har Aalborghallen været vært for Cirkusrevyen, som det eneste spillested udenfor Cirkusrevyens telt på Bakken.
I 1990 blev Aalborghallen udvidet med Europahallen i en bygning på forpladsen ud til Vesterbro. Indvielsen fandt sted 28.9.1990. Den 10.2.1993 besluttede bestyrelsen, at komplekset skulle skifte navn til Aalborg Kongres & Kultur Center, forkortet AKKC.

## Kapacitet
Aalborg Kongres & Kultur Center indeholder 3 sale og 40 store mødelokaler bl.a. Aalborghallen, Europahallen og 1.04. Fakultetet.
Aalborghallen har plads til op til 4.000 stående personer. Europahallen har plads til 1000 stående personer, mens 1.04 Fakultetet har plads til 224 siddende personer.

## Bæredygtighed
I 2017 udarbejdede Aalborg Kongres & Kultur Center (AKKC) en bæredygtighedsstrategi og AKKC implementerede efterfølgende et målbart system indenfor bæredygtighed. AKKC er det første eventsted i Danmarks certificeret efter den internationale standard ISO 20121 for bæredygtige events. 